# Cryptus triguttatus
Cryptus triguttatus är en stekelart som beskrevs av Johann Ludwig Christian Gravenhorst 1829. Cryptus triguttatus ingår i släktet Cryptus och familjen brokparasitsteklar. Inga underarter finns listade i Catalogue of Life.